# Biokovo
De Biokovo is de op een na hoogste berg van Kroatië, gelegen aan de Dalmatische kust van de Adriatische Zee tussen de rivieren de Cetina en de Neretva. Haar hoogste punt is Sveti Jure, op 1762 meter. De 196 vierkante kilometer van de berg is beschermd als een natuurpark.
Bij helder weer is het mogelijk om vanaf de top van Biokovo Monte Gargano in Italië te zien, deze ligt 252 kilometer verderop.